# Кириази, Гергь
Гергь Кириази (алб. Gjergj Qiriazi; 1868, Битола — 30 декабря 1912, Битола) — албанский издатель и писатель. 

## Биография
Гергь Кириази родился в Манастире (нынешняя Битола), находившемся тогда в Османской империи (теперь территория Северной Македонии), где закончил местную школу. Как и его брат Герасим, Гергь учился в Американском колледже в Самокове, расположенном в окрестностях Софии, столицы Болгарии. Он работал в Британском и иностранном библейском обществе и после смерти брата возглавил первую албанскую школу для девочек в Корче. В 1908 году он был избран президентом албанского клуба «Башкими» в Манастире, а позднее стал его вице-президентом. В 1908 году он был делегатом на Конгрессе в Манастире. Гергь Кириази также работал в качестве переводчика в австро-венгерском консульстве в Манастире. В 1908 году там же была создана турецкоязычная средняя школа (идадие) для мальчиков, а Кириази был назначен в ней учителем албанского языка. В 1909 году младотурецкое правительство планировало убить Кириази за его участие в албанском национальном движении.
Гергь Кириази был одним из основателей албанского издательства «Национальный союз» (алб. Bashkimi i Kombit). Он помогал своему брату Герасиму в публикации двух его томов: «Хрестоматия для каждого албанского дома» (алб. Hristomathi a udhëheqës për ç'do shtëpi shqiptari), вышедшая в Манастире в 1902 году, и «Священные болота» (алб. Kënkë të shenjtëruara), изданные в Софии в 1906 году. Последний был опубликован в соавторстве с Гергем и являлся сборником религиозных стихотворений. 
Гергь Кириази перевёл на албанский язык религиозный роман Джона Баньяна «Путешествие Пилигрима в Небесную Страну». Он был опубликован  в 1927 году издательством Дори Коти под названием «Путешественник»  (алб. Udhëtari).